# All-in-One
All-in-One – komputer, w którym podzespoły komputerowe, takie jak płyta główna z procesorem czy układ graficzny, zostały umieszczone w jednej obudowie z ekranem lub zbudowane z niezależnych od siebie modułów, które łącznie pełnią funkcję komputera All-in-One. Rozwiązanie to redukuje ilość połączeń wymaganych do swobodnego użytkowania komputera. Standardowy sprzęt tego typu cechuje się wielkością ekranu mieszczącą się w przedziale 19–27 cali (48–69 cm). Jednostka tego rodzaju łączy w sobie zalety standardowego komputera stacjonarnego oraz przenośnego. W 2016 roku urządzenia all-in-one posiadały 10% rynku komputerów stacjonarnych.

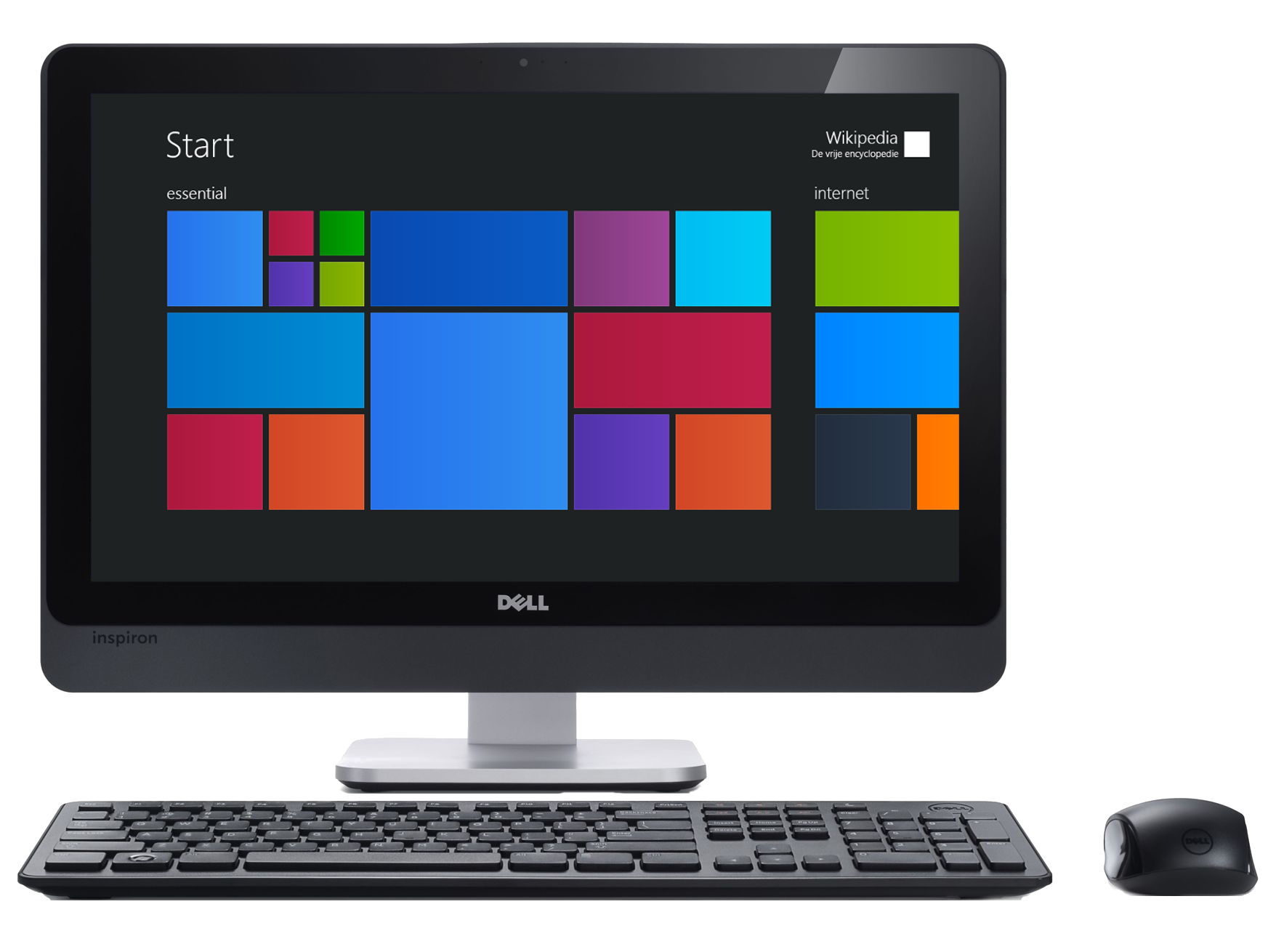
Dell Inspiron One 23 Touch AIO, przykład komputera All-in-One

Pierwsze komputery zasługujące na miano all-in-one produkowano już w latach 80. XX wieku. Początkowo ich zewnętrzny wygląd bardziej przypominał maszynę do pisania niż komputer osobisty, jednakże wraz z rozwojem elektroniki oraz postępującą miniaturyzacją, all-in-one ulegały znaczącym modyfikacjom. Ewolucja w wyglądzie zewnętrznym postępowała równocześnie z ogromnymi zmianami w wydajności urządzeń, które oferowały coraz większe możliwości przy mniejszych gabarytach. Dużym impulsem do wzrostu rynku all-in-one była technologia LCD. Wprowadzenie płaskich ekranów znacząco zwiększyło rozmiar oferowanych ekranów, jednocześnie zwiększając komfort użytkowania względem poprzedników. Obecnie na rynku spotyka się również jednostki posiadające ekrany dotykowe, a także modele wyposażone w tuner telewizyjny, umożliwiające zawieszenie na ścianie.
W porównaniu do jednostek stacjonarnych, komputery all-in-one zajmują znacząco mniej miejsca na stanowisku komputerowym. W wyniku zastosowania elementów montowanych w laptopach cechują się one wyższą efektywnością energetyczną oraz mniejszą emisją ciepła. Kompaktowa budowa sprzętu sprawia, że w każdym momencie można go przenieść w inne miejsce lub zabrać w podróż.
Maszyny typu all-in-one mają obecnie szerokie zastosowanie, oferując sprzęt zarówno do podstawowych prac biurowych, jak również zaawansowanych programów wymagających sporych zasobów sprzętowych. Aktualnie największymi producentami urządzeń all-in-one pozostają firmy: Lenovo, HP, Asus, Acer, MSI, Dell oraz Apple.